# Christopher Bellamy
Pour les articles homonymes, voir Bellamy.
Christopher William Bellamy, né le 25 avril 1946, est un avocat britannique et ancien juge, membre du Parti conservateur.

## Vie privée
Né le 25 avril 1946, fils d'un médecin, Bellamy fréquente l'école indépendante de Tonbridge, puis le Brasenose College d'Oxford.
Il est membre des clubs Athenaeum et Garrick.

## Carrière
Bellamy est admis au barreau du Middle Temple en 1968. Il passe un an à étudier avant de commencer à pratiquer comme avocat en 1970.
Entre 1992 et 1999, il est juge au Tribunal de première instance des Communautés européennes. Il exerce ensuite les fonctions de juge à l'Employment Appeal Tribunal entre 2000 et 2007, et de président des Competition Appeal Tribunals du Royaume-Uni pour la Competition Commission (entre 1999 et 2003) puis du Competition Appeal Tribunal (de 2003 à 2007),.
Après avoir quitté la magistrature en 2007, Bellamy devient consultant senior chez Linklaters, où il est nommé président de sa Global Competition Practice en 2011. Il quitte Linklaters en 2020 et reprend sa pratique d'avocat à Monckton Chambers.
Le 7 juin 2022, Bellamy est nommé sous-secrétaire d'État parlementaire à la justice au ministère de la Justice. Âgé de 76 ans, il devient le doyen du gouvernement.
Bellamy est conseiller du Middle Temple en 1994. Il est fait chevalier dans les honneurs du Nouvel An 2000. Le 14 juin 2022, pour lui permettre d'exercer son poste ministériel, il est créé pair à vie, comme baron Bellamy, de Waddesdon dans le comté de Buckinghamshire, et est introduit à la Chambre des lords le même jour, par la baronne Scott de Bybrook et Lord Anderson de Ipswich.